# Henri de La Tour d'Auvergne, visconte di Turenne
Henri de La Tour d'Auvergne, visconte di Turenne, noto anche con il soprannome di Grand Turenne (Sedan, 11 settembre 1611 – Salzbach, 27 luglio 1675), è stato un generale francese, Maresciallo di Francia sotto Luigi XIII e Luigi XIV.

## Biografia

### I primi anni e l'inizio della carriera militare

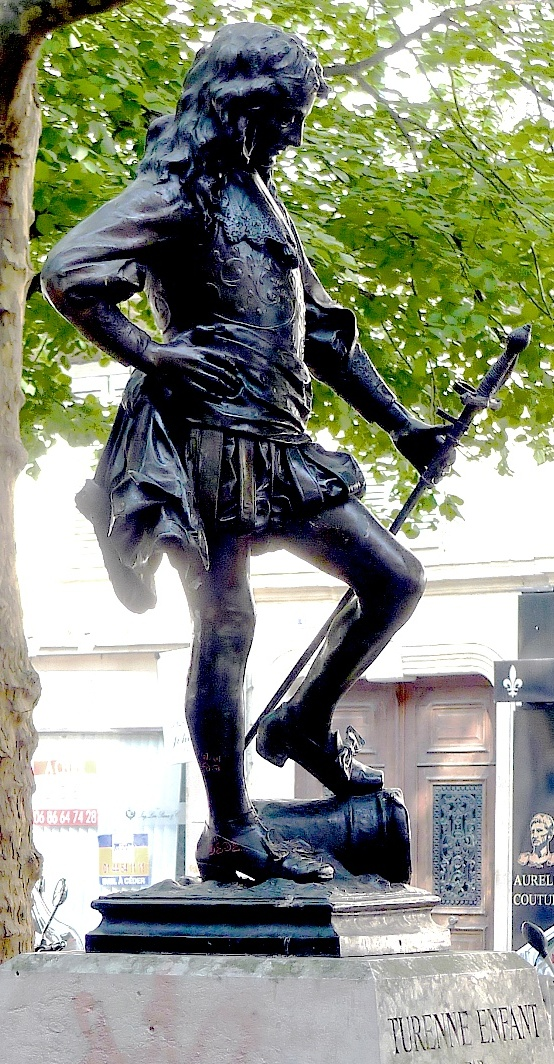
Il giovane Turenne, statua in bronzo di Lucien Hercule

Il padre, Enrico de La Tour d'Auvergne, visconte di Turenne e principe sovrano di Sedan nonché primo gentiluomo di camera di Enrico IV, era divenuto Maresciallo di Francia nel 1592, e duca di Bouillon a seguito del suo primo matrimonio con Charlotte de la Marck. La madre di Henri (seconda moglie di suo padre) Elisabetta di Nassau, era figlia di Guglielmo il Taciturno. Henri era tra l'altro fratello minore di Frédéric Maurice de La Tour d'Auvergne, duca di Bouillon.
Henri fu allevato nella religione riformata (ugonotta) e sin da piccolo mostrò una certa salute malferma, e in particolare un certo impedimento nella fluenza del discorso, motivo per cui si rinchiuse sempre più in sé stesso, studiando storia e geografia, nonché acquisendo una notevole ammirazione per Alessandro Magno e Cesare che influenzeranno pesantemente le sue scelte militari future. Per controbattere almeno alle sue carenze fisiche, alla morte di suo padre nel 1623 iniziò un programma serrato di esercizi ginnici che lo riportarono pienamente in forma e nel pieno sue possibilità. La sua passione per l'arte militare, nacque però a quattordici anni quando si recò per la prima volta sul campo con suo zio, Maurizio di Nassau, statolder d'Olanda e principe d'Orange, iniziando così la sua carriera (come semplice soldato nel corpo di guardia del principe stesso) nella Guerra degli ottant'anni.
Federico Enrico di Nassau, che succedette a suo fratello Maurizio come stadtholder e principe di Orange nel 1625, nel 1626 concesse al Turenne il grado di capitano. Il giovane ufficiale prese pertanto parte alla maggior parte degli assedi di quel periodo, ottenendo una menzione onorevole da suo zio (uno dei più importanti comandanti militari del suo tempo) per l'abilità e il coraggio dimostrati in particolare nell'assedio di 's-Hertogenbosch (Bois-le-Duc) nel 1629. Nel 1630 Turenne lasciò i Paesi Bassi e si pose al servizio della Francia, motivato non solo dalla possibilità di avanzare rapidamente nella carriera militare in un esercito grande e all'avanguardia come quello francese dell'epoca, ma anche per desiderio di sua madre di mostrare la fedeltà del casato dei duchi di Bouillon alla corona francese.
Il Cardinale Richelieu lo nominò colonnello di un reggimento di fanteria. Egli continuò a prestare servizio con brevi intervalli anche al principe di Orange, a quel tempo alleato con la Francia, anche se il suo primo vero fatto d'arme sotto bandiera francese fu proprio l'assedio di La Mothe in Lorena sotto il comando del maresciallo de la Force (1634), dove il suo brillante coraggio nell'assalto gli valse l'immediata promozione al grado di maresciallo di campo (equivalente al moderno grado di generale di brigata). Nel 1635 Turenne prestò servizio sotto Louis de Nogaret de La Valette d'Épernon in Lorena e sul Reno. I francesi e i loro alleati mossero quindi l'assedio a Magonza (8 agosto 1635), ma l'esercito francese dovette fare ritorno a Metz per mancanza di rifornimenti. Nella ritirata Turenne si misurò alla spada con il famoso generale imperiale Gallas, distinguendosi ancora una volta per coraggio e abilità. L'esercito, riorganizzato, prese nuovamente piede nel 1636 e conquistò Saverne (Zabern) in un'azione dove Turenne venne pesantemente ferito. Nel 1637 prese parte alla campagna delle Fiandre, prendendo parte alla cattura di Landrecies (26 luglio). Nell'ultima parte del 1638, servendo sotto Bernardo di Sassonia-Weimar (1608–1639), diresse l'assalto a Breisach am Rhein (reputata all'epoca la più inespugnabile tra le fortezze dell'alto Reno) che si arrese il 17 dicembre di quello stesso anno.
Turenne aveva a quel punto la reputazione di uno dei migliori generali di Francia nonché uno tra i più giovani, e Richelieu decise pertanto di impiegarlo nella campagna italiana del 1639–1640 sotto il comando del "Cadet la Perle", Enrico di Lorena-Harcourt (1601–1666). Il 19 novembre 1639 Turenne combatté nella famosa azione di retroguardia nota come Battaglia della "Route de Quiers", e durante l'inverno riprese la città di Torino, strappata dai francesi alle forze del principe Tommaso Francesco di Savoia. Nel 1640 Harcourt salvò Casale Monferrato e assediò le forze del principe Tommaso nuovamente a Torino, mentre egli assediava le forze francesi asserragliate nella cittadella. Il principe Tommaso dovette arrendersi il 17 settembre 1640 mentre una quarta armata che aveva investito le linee di Harcourt era stata costretta a ritirarsi. Turenne, ora divenuto generale di divisione, ebbe un ruolo importante nelle complicate operazioni: personalmente comandò la campagna del 1641 e prese le città di Cuneo, Ceva e Mondovì.
Nel 1642 servì come secondo in comando nelle truppe francesi che conquistarono il Rossiglione. A quel tempo Richelieu scoprì la cospirazione di Cinq Mars nella quale il fratello maggiore di Turenne, il duca di Bouillon, era implicato.

### Maresciallo di Francia

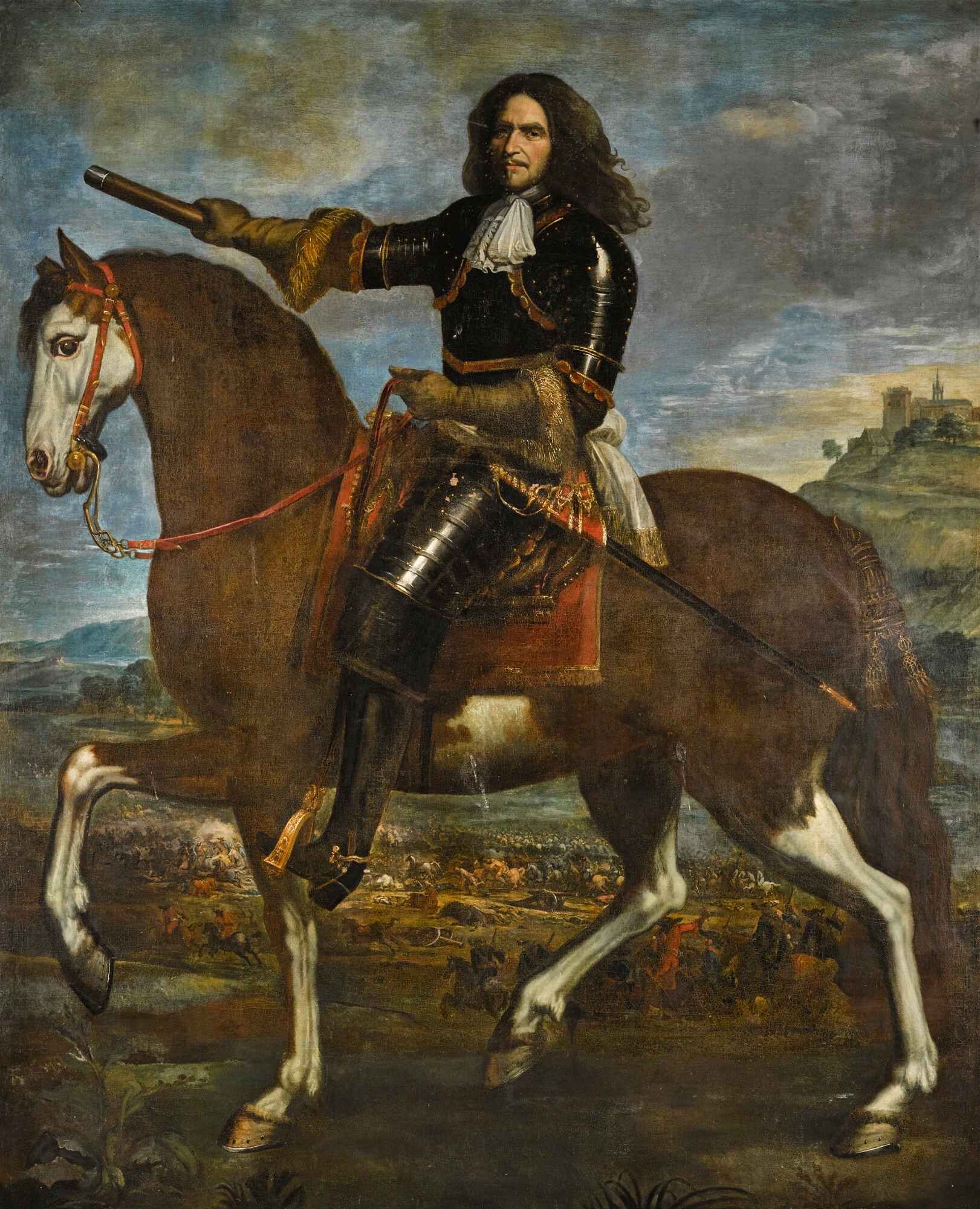
Ritratto equestre di Turenne nelle vesti di Maresciallo di Francia.

Le relazioni del principato di Sedan con la corona francese segnarono la carriera del Turenne; talvolta la Francia si riavvicinò alla famiglia ducale, talvolta le macchinazioni della famiglia ducale contro Richelieu o Mazzarino invitarono i consiglieri del re a non dare piena fiducia al loro generale. A ogni modo la sua continua appartenenza alla religione protestante si presentava uno degli elementi che maggiormente creavano ostacoli nelle relazioni con i ministri del re di Francia.
Malgrado queste premesse il cardinale Richelieu decise, dopo la campagna italiana del 1643, di conferire a Turenne il prestigiosissimo titolo di "Maresciallo di Francia" (19 dicembre), spostandosi poi in Alsazia per riorganizzare l'"Armata di Weimar" (quel che restava delle truppe del duca Bernardo di Sassonia-Weimar) che aveva subito una pesante sconfitta a Tuttlingen (24/25 novembre 1643). A quel tempo, avendo raggiunto i trentadue anni di età, Turenne aveva già servito sotto i comandanti più famosi della sua epoca. Il metodico principe di Orange, il fiero Bernardo, il militaresco cardinale de la Valette e l'astuto Harcourt, ciascuno aveva contribuito a suo modo a formare il carattere militare di Turenne che riprese il campo di battaglia già dal 1644 con nuove capacità acquisite.
Nel giugno del 1644 il maresciallo Turenne iniziò una nuova campagna attraversando il Reno a Breisach, in gran parte affiancato da Luigi, duca di Enghien (poi Grand Condé). Il duca, come principe della real casa, ottenne il comando delle armate unite di Francia e Weimar. Le quattro campagne militari che ne seguirono posero fine alla Guerra dei trent'anni. La lotta disperata nella Battaglia di Friburgo contro i bavaresi di Franz von Mercy (3, 5 e 9 agosto 1644) furono la prova definitiva di questo fatto, dopo la quale i francesi assediarono Philippsburg. Prima della capitolazione Enghien si ritirò e lasciò a Turenne il comando. Il maresciallo aprì dunque la campagna del 1645 con un forte movimento in ritirata, ma Mercy lo sorprese e lo sconfisse a Mergentheim (Bad Mergentheim) il 2 maggio. Il duca d'Enghien pose nuovamente il fianco all'esercito francese e l'armata di Turenne ricevette sostanziali rinforzi dall'arrivo degli svedesi provenienti dal Langraviato d'Assia-Kassel. Dopo la partenza degli svedesi il duca d'Enghien si trovò al comando di ventimila uomini e si scontrò con i bavaresi in una battaglia ancora più forte di quella combattuta a Freiburg.

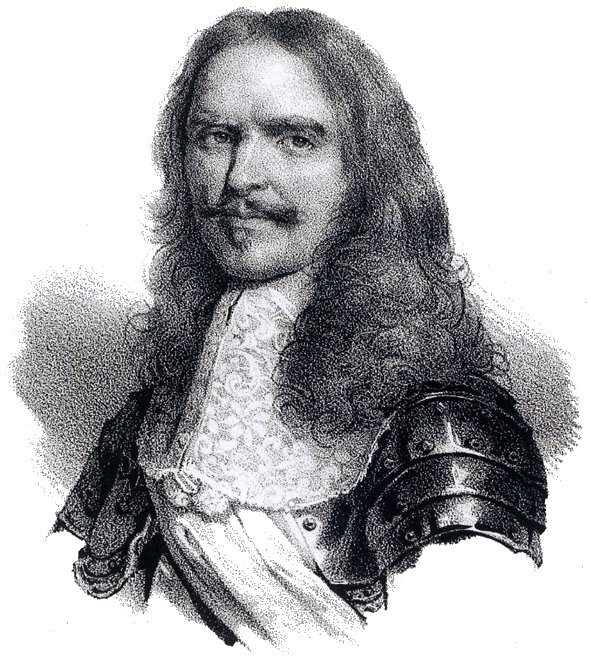
Il maresciallo Turenne in un'incisione postuma

Le forze francesi uccisero Mercy e sconfissero il suo esercito a Allerheim presso Nördlingen (3 agosto 1645). D'Enghien venne costretto a ritirarsi, lasciando Turenne per la terza volta al comando dell'esercito francese. Nuovamente egli si trovò a fronteggiare gli imperiali, ma la campagna si concluse questa volta con un grande successo e la cattura di Treviri.
L'anno successivo (1646) Turenne ottenne successi ancora più decisivi e, separando gli austriaci dai bavaresi, costrinse l'elettore Massimiliano I Giuseppe di Baviera a sottoscrivere con lui una pace (14 marzo 1647). Nel 1647 propose di attaccare le forze ormai sparute dell'imperatore, ma i suoi strateghi preferirono concentrarsi sulle Fiandre. Questo non solo fece perdere alla Francia l'opportunità di ottenere nuovi successi, ma fece scoppiare un pesante ammutinamento tra le truppe di Weimar, non pagate da mesi. Il maresciallo a questo punto, mostrando grande tatto e fermezza nel trattamento dei suoi uomini, riuscì a ristabilire l'ordine facendo rientrare la crisi. Egli quindi marciò verso il Lussemburgo ma ben presto ricevette l'ordine di spostarsi verso il Reno, e dal 1648 in Baviera dove una nuova alleanza con l'Austria aveva fatto riprendere le armi ai locali. Turenne e i suoi alleati svedesi condussero una campagna brillante, coronata dalla decisiva Battaglia di Zusmarshausen (17 maggio). Le truppe del Turenne come conseguenza devastarono la Baviera passandola a ferro e fuoco sino a quando non venne ottenuta una pacificazione più sicura della prima. Questa devastazione, per cui molti storici e scrittori anche dell'epoca accusarono Turenne, effettivamente fu più violenta di quanto il caso richiedesse.

### La Fronda e i primi anni di regno di Luigi XIV

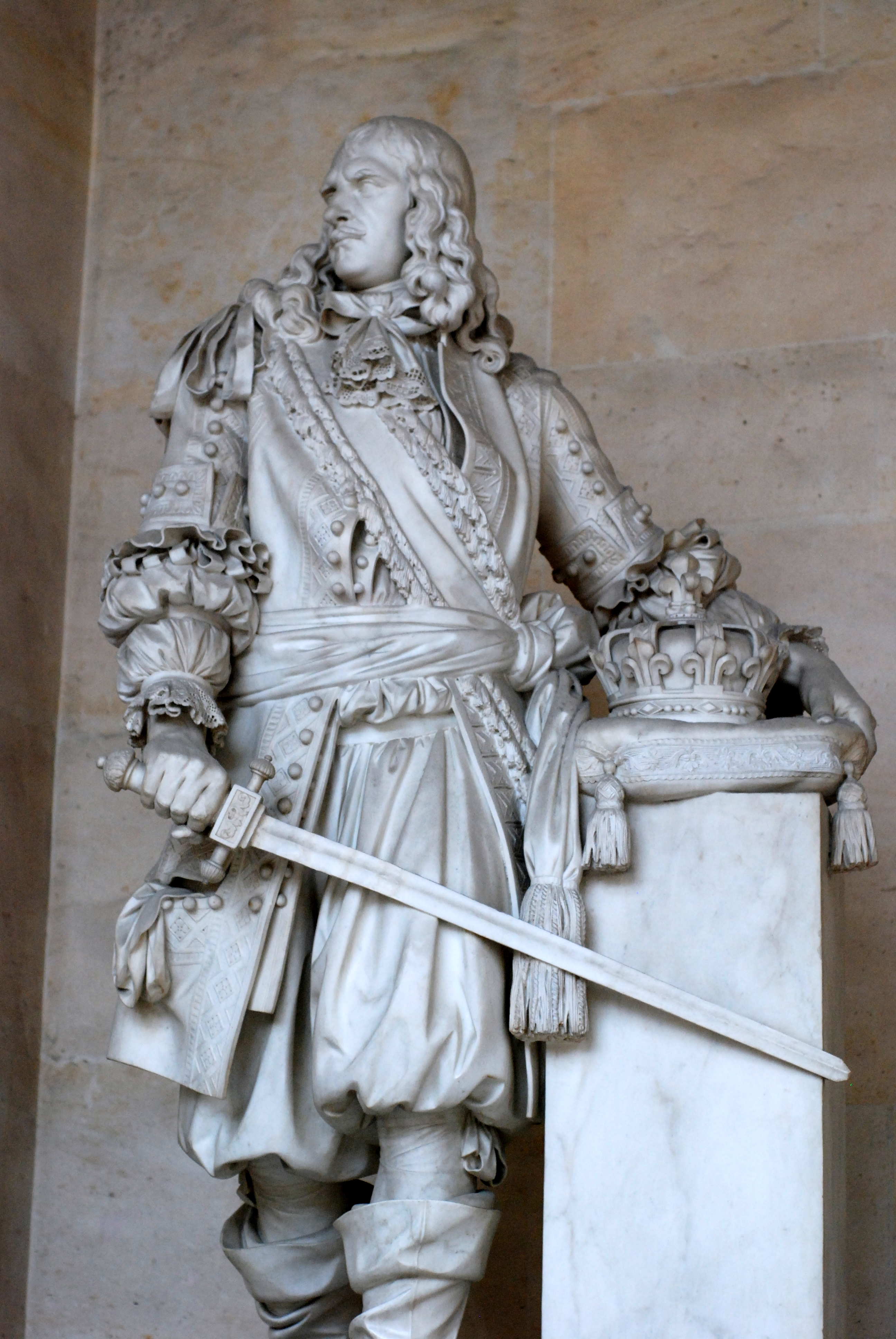
Statua di Turenne a Versailles

La Pace di Vestfalia (1648) portò per breve tempo la pace in Francia che ben presto venne coinvolta nella guerra civile della Fronda (1648–1653). Molte delle azioni di Turenne furono motivate per sua stessa ammissione più per critica che per adesione al partito di rivolta. L'armata di Weimar si rifiutò questa volta di seguire il suo generale e si spostò nei Paesi Bassi meridionali, dove rimase sino alla pace di Rueil (marzo 1649) che pose fine alla prima guerra della Fronda. La seconda guerra iniziò con l'arresto di Condé e altri (gennaio 1650). Turenne, che originariamente doveva essere arrestato con loro, riuscì a fuggire in tempo, mentre la duchessa di Longueville si prodigò per salvare gli altri.
Turenne riuscì a riconciliarsi con il governo e a tornare a Parigi nel maggio del 1651, ma i problemi non si erano ancora risolti perché qualche tempo prima il Condé, liberato, aveva creato un proprio esercito in risposta a quello parlamentare e aveva posto in rivolta la Francia meridionale. Turenne e Condé in questa fase si trovarono quindi contrapposti su fronti diversi, con il maresciallo di Francia al comando delle armate realiste e il principe di quelle dei frondeurs e dei loro alleati spagnoli. Turenne mostrò ancora una volta il proprio coraggio a Jargeau (28 marzo 1652), la propria abilità di vecchio generale a Gien (7 aprile), e la sua infallibile tattica nella battaglia nella Rue de Faubourg Saint-Antoine (2 luglio) e nella rioccupazione di Parigi (21 ottobre). Ottenne quindi il perdono definitivo di re Luigi XIV.

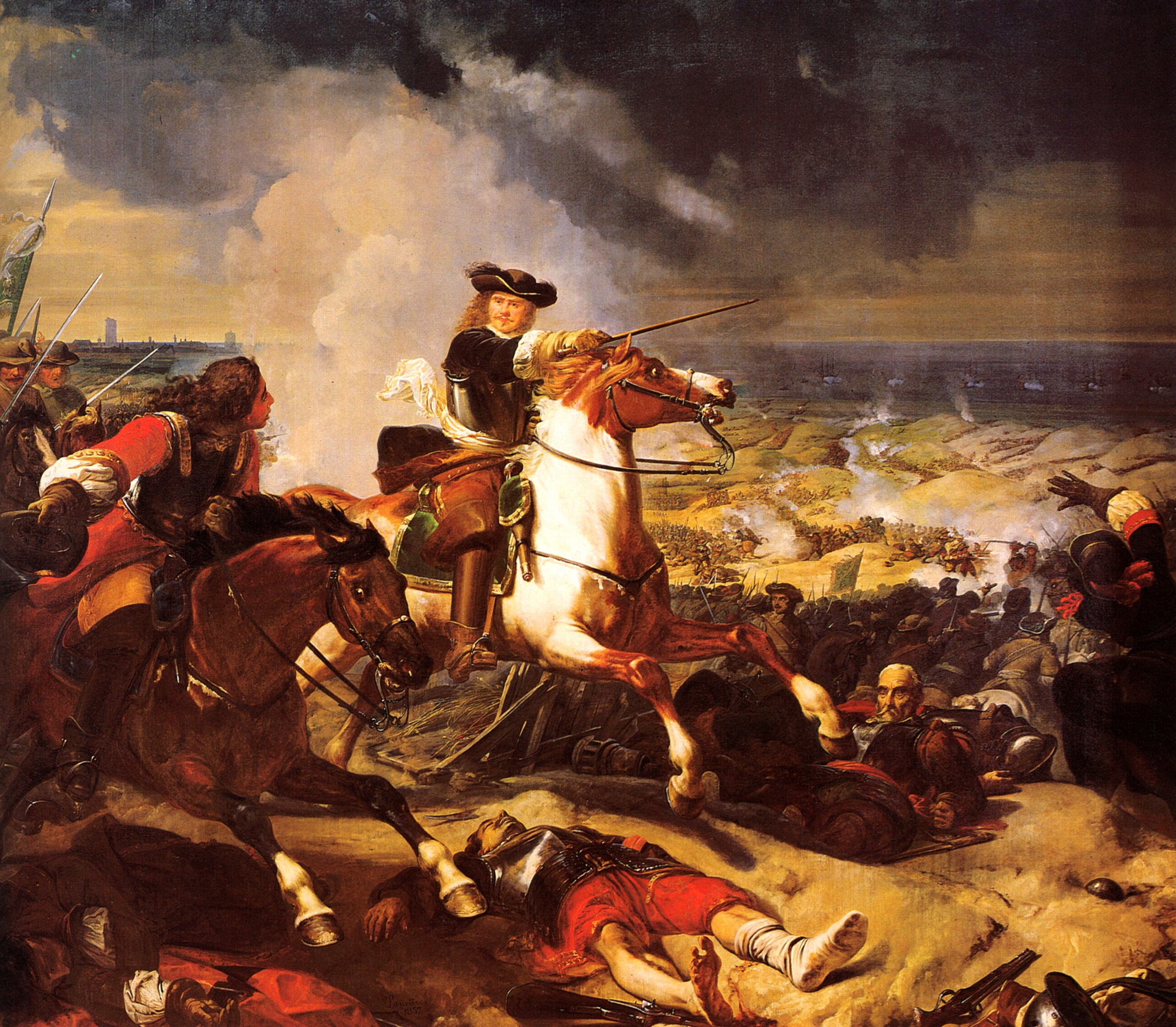
La Bataille des Dunes di Charles-Philippe Larivière.
Galleria delle Battaglie, Reggia di Versailles.
Sullo sfondo si nota Turenne a cavallo.

Turenne si scontrò ancora con il Grand Condé e gli spagnoli dove entrambi ebbero modo di eccellere e mostrare le loro doti di grandi capitani d'esercito. Nel 1653 Turenne ebbe il vantaggio di riuscire a catturare Rethel, Sainte-Menehould e Mouzon. La breve campagna militare del 1654 favorì nuovamente i francesi: il 25 luglio di quell'anno sconfissero gli spagnoli ad Arras. Nel 1655 le armate francesi ebbero nuovamente la meglio, ma nel 1656 Turenne subì una pesante sconfitta nella Battaglia di Valenciennes.
Nel 1658 sconfisse nuovamente gli spagnoli del Condé nella battaglia delle Dune presso Dunkerque.
Alla morte del cardinale Giulio Mazzarino nel 1661 Luigi XIV prese appieno le redini del governo nelle sue mani e uno dei suoi primi atti fu proprio quello di nominare il Turenne alla carica di Maresciallo generale degli accampamenti e delle armate del re.. Il sovrano si offrì di ripristinare inoltre il prestigioso incarico di Connestabile di Francia (soppresso nel 1627) in favore di Turenne se il maresciallo si fosse convertito al cattolicesimo, ma ancora una volta Turenne declinò l'offerta.

### La guerra d'Olanda

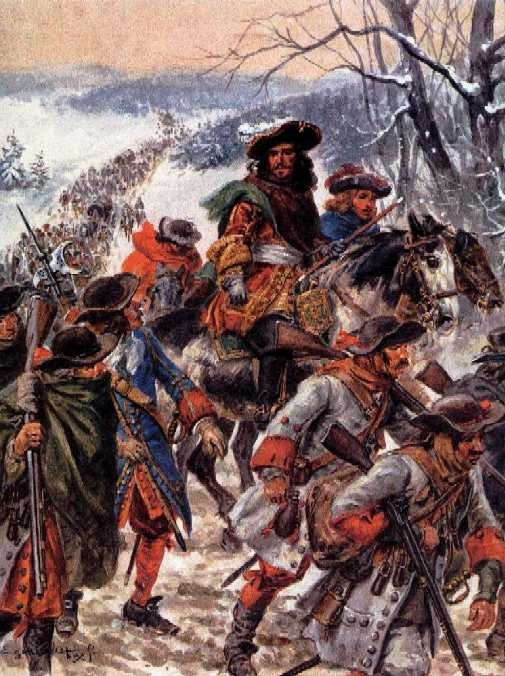
Turenne alla battaglia di Turckheim

Durante la guerra d'Olanda fu battuto dalle truppe imperiali del Montecuccoli e fu obbligato a riattraversare il Reno nel 1673. Si prese tuttavia la rivincita nel giugno del 1674 con la Battaglia di Sinzheim, ove impedì il ricongiungimento delle due armate nemiche e devastò il Palatinato. Batté nuovamente le truppe imperiali in Alsazia nella battaglia di Entzheim (ottobre del medesimo anno), ma di fronte alla sproporzione delle forze si ritirò su Saverne e Hagenau, consentendo ai tedeschi di acquartierarsi per l'inverno in Alsazia.

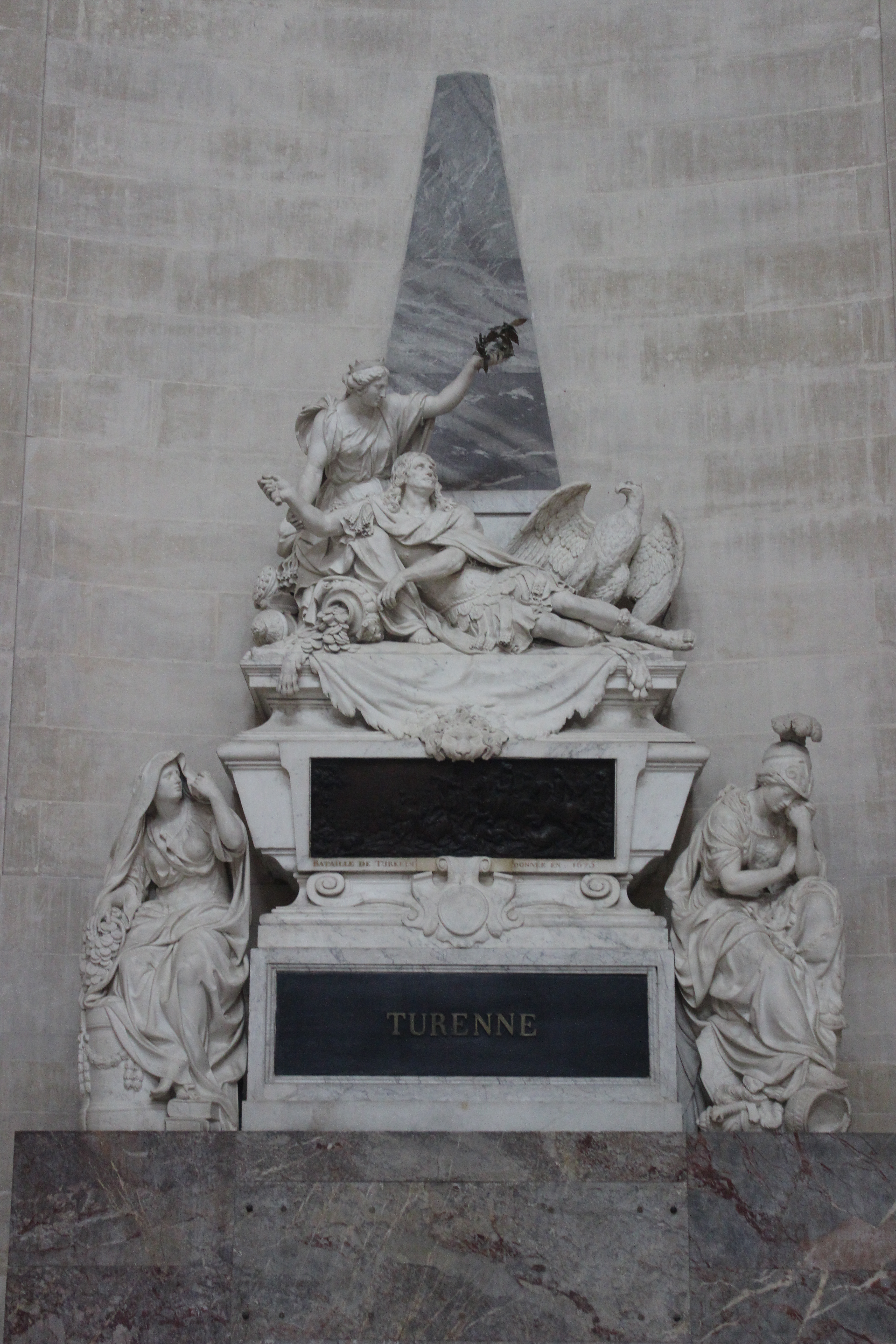
Tomba di Turenne a Les Invalides di Parigi

Contrariamente agli usi militari del tempo non esitò ad attaccare in pieno inverno; il 27 dicembre era a Belfort e il 29 entrò a Mulhouse. Le truppe imperiali si erano stabilite a Turckheim, in una valle dei Vosgi: la sua strategia consistette nel sorprendere il nemico attaccandolo dalla montagna. Egli salì sulla città di Thann, passò di fianco al castello di Engelburg (a quel tempo non ancora fatto distruggere da Luigi XIV) e stabilì il suo acquartieramento sul posto, ancor oggi noto come camp Turenne. Spinse poi le sue truppe lungo la cresta e giunse sopra il campo nemico il 5 gennaio 1675, scese a precipizio lungo la valle e prese il nemico di sorpresa: poche furono le vittime poiché quest'ultimo si diede alla fuga. Gli imperiali furono così costretti a battere in ritirata e a ripassare sull'altra sponda del Reno.

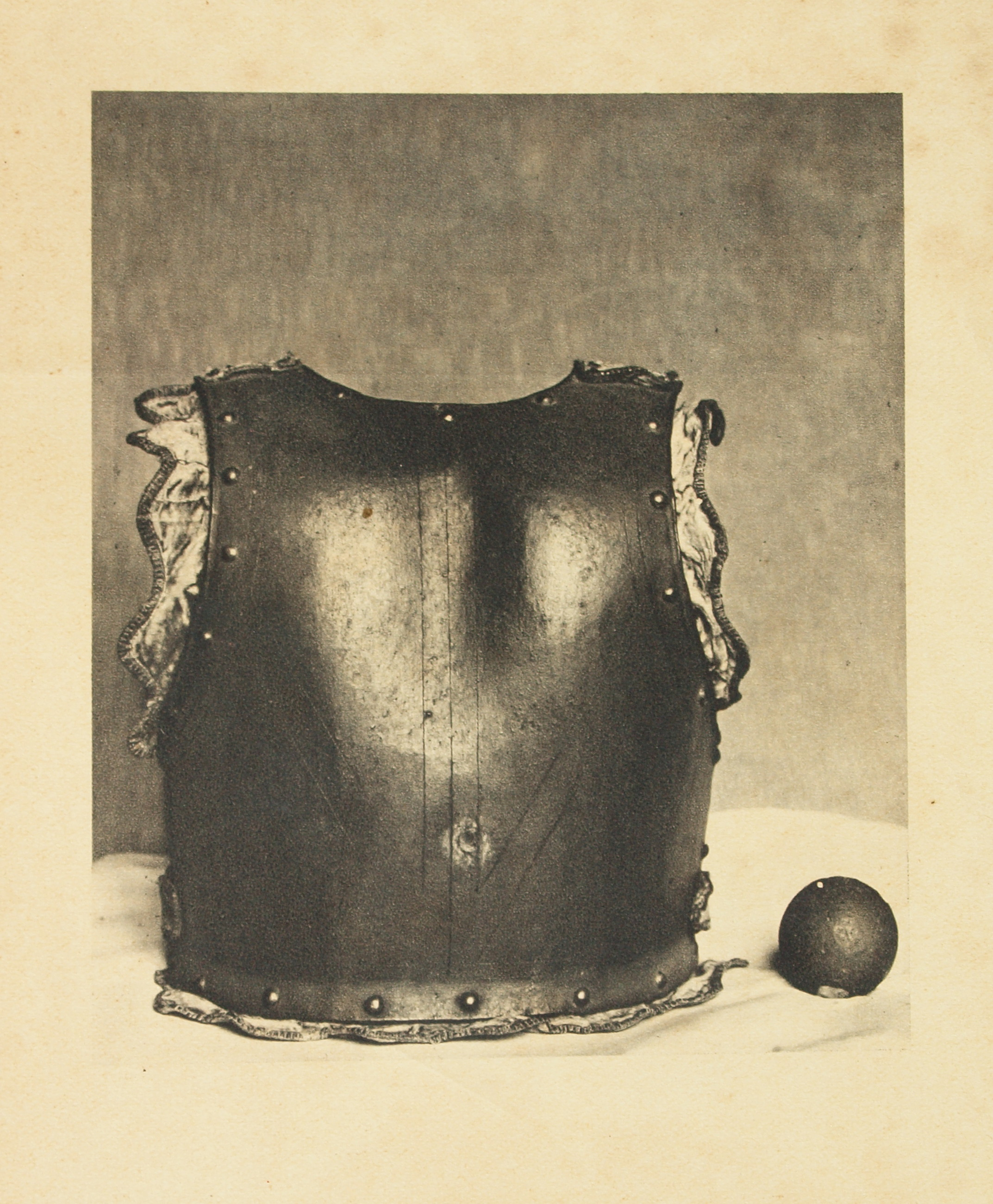
La corazza che Turenne indossava alla sua morte con la palla di cannone che lo colpì

Luigi XIV gli riconfermò il comando nella campagna del 1675 nella quale si trovò nuovamente di fronte il suo vecchio avversario, il Montecuccoli. In due mesi dispiegarono entrambi le loro migliori manovre: alla battaglia di Salzbach infine Turenne era sul punto di portare l'avversario sulle posizioni a lui più favorevoli quando venne colpito a morte da una cannonata durante un giro di ricognizione su un'altura per trovare un luogo adatto dove collocare una batteria d'artiglieria. Il colpo, pur non uccidendolo immediatamente, gli giunse sulla corazza cerimoniale che indossava, piegandola verso l'interno e rompendogli alcune costole, facendolo di conseguenza soffocare. Vani risultarono gli sforzi di rimuovere per tempo la corazza di metallo. Quando il Montecuccoli seppe della triste sorte del grande comandante avversario, se ne rattristò sinceramente, considerandolo giustamente uno dei più valorosi nemici. Le forze francesi vennero riordinate sotto il comando del marchese di Vaubrun.
Luigi XIV gli concesse l'onore postumo di essere seppellito nell'Abbazia di Saint-Denis, ove venivano tumulati i re di Francia. La salma di Turenne venne riesumata durante la Rivoluzione francese, insieme a quelle dei membri delle famiglie reali francesi. Napoleone Bonaparte, che aveva delle qualità militari del Turenne grande considerazione, ne fece trasferire le spoglie nella chiesa di Saint-Louis des Invalides a Parigi dove ancora oggi si trovano.

## Matrimonio e fede religiosa
Nato da genitori di fede calvinista ed educato secondo i canoni del protestantesimo, dopo i primi successi ottenuti nel 1639, Turenne declinò l'offerta di sposare una delle nipoti di Richelieu, e successivamente rifiutò una proposta simile avanzatagli da Mazzarino, perché questo avrebbe implicato una sua conversione al cattolicesimo.
Turenne nel 1652 sposò Charlotte de Caumont, figlia del maresciallo protestante de la Force, alla quale fu sempre molto fedele e devoto pur non avendo avuto mai da lei figli. Dalla corrispondenza che ebbe con sua moglie e dalle lettere che sono pervenute sino ai nostri giorni possiamo notare come però Turenne fosse il primo a deplorare le differenze religiose in seno alla cristianità e che, soprattutto con la maturità, questo suo essere rigido sotto l'aspetto religioso venne meno. Nell'ottobre del 1668, due anni dopo la morte di sua moglie, infatti, l'eloquenza di Bossuet e la persuasione di suo nipote, il Cardinale di Bouillon, lo spinsero a convertirsi spontaneamente al cattolicesimo romano.
Da un suo figlio illegittimo discese poi Théophile-Malo de La Tour d'Auvergne-Corret, celebre militare francese di fine Settecento.

## Curiosità
- Il compositore italiano Giovanni Battista Lulli, che lavorava alla corte di Luigi XIV, compose una delle sue marce più famose, la Marche du régiment de Turenne, dedicata proprio al maresciallo Turenne, che la utilizzò con il suo esercito durante le campagne militari che lo videro protagonista.[senza fonte]

## Ascendenza
|                                       |                                    |                                  | Genitori                               |  |  | Nonni |  |  | Bisnonni                  |  |  | Trisnonni              |  |
|                                       |                                    |                                  |                                        |  |  |       |  |  | 8. François II de La Tour |  |  | 16. Antoine de La Tour |  |
|                                       |                                    |                                  |                                        |  |  |       |  |  | 8. François II de La Tour |  |  | 16. Antoine de La Tour |  |
|                                       |                                    | 17. Antoinette de Pons           |                                        |  |  |       |  |  | 8. François II de La Tour |  |  |                        |  |
| 4. François III de La Tour d'Auvergne |                                    |                                  |                                        |  |  |       |  |  | 8. François II de La Tour |  |  |                        |  |
|                                       |                                    | 9. Anne de La Tour d'Auvergne    | 18. Godefroy II de La Tour             |  |  |       |  |  |                           |  |  |                        |  |
|                                       |                                    | 9. Anne de La Tour d'Auvergne    | 18. Godefroy II de La Tour             |  |  |       |  |  |                           |  |  |                        |  |
|                                       |                                    | 9. Anne de La Tour d'Auvergne    | 19. Antoinette de Polignac             |  |  |       |  |  |                           |  |  |                        |  |
| 2. Henri de La Tour d'Auvergne        |                                    | 9. Anne de La Tour d'Auvergne    |                                        |  |  |       |  |  |                           |  |  |                        |  |
|                                       |                                    | 10. Anne de Montmorency          | 20. Guillaume de Montmorency           |  |  |       |  |  |                           |  |  |                        |  |
|                                       |                                    | 10. Anne de Montmorency          | 20. Guillaume de Montmorency           |  |  |       |  |  |                           |  |  |                        |  |
|                                       |                                    | 10. Anne de Montmorency          | 21. Anne Pot                           |  |  |       |  |  |                           |  |  |                        |  |
| 5. Eléonore de Montmorency            |                                    | 10. Anne de Montmorency          |                                        |  |  |       |  |  |                           |  |  |                        |  |
|                                       |                                    | 11. Maddalena di Savoia          | 22. Renato di Savoia-Villars           |  |  |       |  |  |                           |  |  |                        |  |
|                                       |                                    | 11. Maddalena di Savoia          | 22. Renato di Savoia-Villars           |  |  |       |  |  |                           |  |  |                        |  |
|                                       |                                    | 11. Maddalena di Savoia          | 23. Anna Lascaris                      |  |  |       |  |  |                           |  |  |                        |  |
| 1. Henri de La Tour d'Auvergne        |                                    | 11. Maddalena di Savoia          |                                        |  |  |       |  |  |                           |  |  |                        |  |
|                                       | 12. Willem I van Nassau-Dillenburg | 24. Johan V van Nassau-Siegen    |                                        |  |  |       |  |  |                           |  |  |                        |  |
|                                       | 12. Willem I van Nassau-Dillenburg | 24. Johan V van Nassau-Siegen    |                                        |  |  |       |  |  |                           |  |  |                        |  |
|                                       | 12. Willem I van Nassau-Dillenburg | 25. Elisabeth von Hessen-Marburg |                                        |  |  |       |  |  |                           |  |  |                        |  |
| 6. Willem I van Oranje                | 12. Willem I van Nassau-Dillenburg |                                  |                                        |  |  |       |  |  |                           |  |  |                        |  |
|                                       |                                    | 13. Juliana zu Stolberg          | 26. Botho VIII zu Stolberg-Wernigerode |  |  |       |  |  |                           |  |  |                        |  |
|                                       |                                    | 13. Juliana zu Stolberg          | 26. Botho VIII zu Stolberg-Wernigerode |  |  |       |  |  |                           |  |  |                        |  |
|                                       |                                    | 13. Juliana zu Stolberg          | 27. Anna von Eppstein-Königstein       |  |  |       |  |  |                           |  |  |                        |  |
| 3. Elisabeth van Nassau               |                                    | 13. Juliana zu Stolberg          |                                        |  |  |       |  |  |                           |  |  |                        |  |
|                                       |                                    | 14. Louis III de Montpensier     | 28. Louis de Bourbon-Vendôme           |  |  |       |  |  |                           |  |  |                        |  |
|                                       |                                    | 14. Louis III de Montpensier     | 28. Louis de Bourbon-Vendôme           |  |  |       |  |  |                           |  |  |                        |  |
|                                       |                                    | 14. Louis III de Montpensier     | 29. Louise de Bourbon-Montpensier      |  |  |       |  |  |                           |  |  |                        |  |
| 7. Charlotte de Bourbon-Montpensier   |                                    | 14. Louis III de Montpensier     |                                        |  |  |       |  |  |                           |  |  |                        |  |
|                                       |                                    | 15. Jacqueline de Longwy         | 30. Jean IV de Longwy                  |  |  |       |  |  |                           |  |  |                        |  |
|                                       |                                    | 15. Jacqueline de Longwy         | 30. Jean IV de Longwy                  |  |  |       |  |  |                           |  |  |                        |  |
|                                       |                                    | 15. Jacqueline de Longwy         | 31. Jeanne d'Angoulême                 |  |  |       |  |  |                           |  |  |                        |  |
|                                       |                                    | 15. Jacqueline de Longwy         |                                        |  |  |       |  |  |                           |  |  |                        |  |